# Arne Barez
Arne Barez (* 31. Januar 1978) ist ein ehemaliger deutscher Fußballspieler und heutiger -trainer sowie -funktionär.

## Karriere

### Als Spieler
Barez war nach seiner Ausbildung beim FC St. Pauli mehrere Jahre unterklassig unterwegs. 1997 stand der Mittelfeldspieler jedoch als Spieler der zweiten Herrenmannschaft sogar einmal im Spieltagskader der Profis in der Bundesliga. Zwischen 2001 und 2006 absolvierte er ein Auslandsstudium in den USA. Er erlangte Abschlüsse in Betriebswirtschaftslehre und Sportmanagement und gehörte von 2001 bis 2004 der Fußball-Hochschulmannschaft der University of Wisconsin Parkside an. Er spielte in den USA ebenfalls in Kalifornien in Pacific Grove. 2006 wechselte er von der Mannschaft Salinas Valley Samba zum deutschen Oberligisten Emsdetten. In Deutschland spielte Barez zuletzt bei Preußen Münster, wo er schließlich seine aktive Laufbahn beendete.

### Als Trainer und Funktionär
Nach dem Ende seiner aktiven Karriere wurde Barez weiter in Münster beschäftigt. Dort war er erst ab 2012 Leiter der vereinsinternen Nachwuchsabteilung und übernahm anschließend bei der B-Jugend seine erste Mannschaft als Trainer. An der Hennes-Weisweiler-Akademie zu Köln schloss er im Jahr 2019 neben 23 anderen Absolventen erfolgreich seinen Lehrgang zum Fußballlehrer ab.
Zur Saison 2019/20 übernahm er hauptamtlich die A-Jugend des Vereins und wurde parallel dazu als Assistent in das Trainerteam der Drittligamannschaft integriert, um dort unter Sven Hübscher Praxis im Herrenbereich zu sammeln. Nach 17 absolvierten Partien löste Barez Hübscher übergangsweise als Cheftrainer ab, nachdem sich die erste Mannschaft seit der 10. Runde auf einem Abstiegsrang befand. Barez ging mit Münster als Tabellenvorletzter in die Winterpause, in welcher er durch Sascha Hildmann ersetzt wurde. Ende Oktober 2020 endete seine Arbeit in Münster, er trat eine Stelle im Talentförderprogramm der FIFA an, nachdem er für den Weltverband bereits zuvor beratend tätig gewesen war.

## Sonstiges
Seit 2006 ist Barez Chefredakteur der Fachzeitschrift Fußballtraining.